# Von Steuben Day

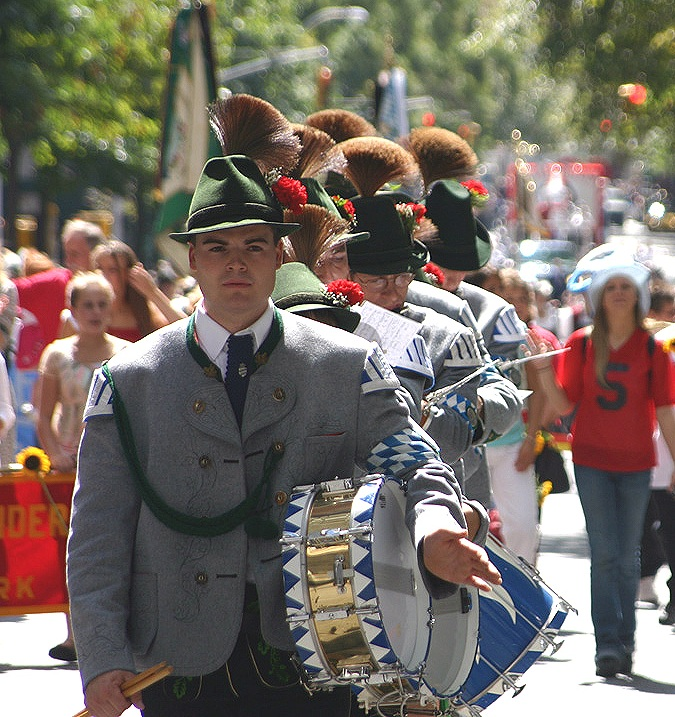
Parade du Steuben Day en 2006 à New York.

Le Steuben Day est un jour de fête américain qui se tient un week-end de septembre (von Steuben est né le 17 septembre), célébrant le baron Friedrich Wilhelm von Steuben, qui servit comme volontaire aux côtés du général George Washington, et est généralement considéré aux États-Unis comme l’évènement germano-américain de l’année.

## Déroulement
Des parades et des danses sont organisées dans certaines villes américaines, principalement celles ayant connu une importante immigration allemande.
La plus importante célébration se déroule à New York le troisième samedi du mois avec l’organisation d’une parade sur la 5e avenue et une fête similaire aux fêtes de la bière allemande dans Central Park. La parade fut créée en 1957 et est devenue l’une des principales célébrations allemandes aux États-Unis.
En 2007, pour le 50e anniversaire, furent accueillis l’ancien secrétaire d’État américain Henry Kissinger (d’origine allemande) comme Grand Marshal et l’ancien chancelier Helmut Kohl comme hôte d’honneur. 
D’autres parades se tiennent traditionnellement à Chicago plus tôt dans le mois de septembre avec des festivités célébrant la cuisine, la musique et les traditions (costumes, danses) allemandes. D’autres Steuben Parades se tiennent à Philadelphie et le Steuben Day est également célébré dans d’autres villes de Pennsylvanie.
En 2013, la France est invitée pour célébrer le 50e anniversaire du traité de l'Élysée.

## Source
- (en) Cet article est partiellement ou en totalité issu de l’article de Wikipédia en anglais intitulé « Von Steuben Day » (voir la liste des auteurs).